# Chibli Mallat
Chibli Mallat (né le 10 mai 1960) est un avocat international libanais, juriste et ancien candidat à la présidence de la République libanaise. Il est l'auteur de plus de 35 livres et dirige plusieurs collections spécialisées dans le domaine juridique sur le droit islamique, le droit au Moyen-Orient et en Europe.

## Carrière

### Avocat et professeur de droit
Dans sa pratique du droit, il est surtout connu pour avoir porté l'affaire « Victimes de Sabra et Chatila contre Ariel Sharon et al. », en vertu du droit de la compétence universelle en Belgique, affaire dans laquelle ses clients ont obtenu un jugement le 12 février 2003 contre les accusés. Par la suite, un changement de la loi belge a supprimé la compétence de la cour. Selon le juriste John J. Donohue III (en), « sous la pression politique intense du secrétaire d’État américain et du secrétaire à la Défense de l’époque, la loi belge a été modifiée rétroactivement pour mettre fin aux poursuites contre Ariel Sharon, mais l’affaire est devenue un exemple marquant de justice mondiale, évoqué dans plusieurs livres et articles universitaires. ».
Chibli Mallat est également connu pour son implication dans les poursuites judiciaires contre Saddam Hussein ; une campagne internationale lancée en 1995 par Ch. Mallat auprès de responsables au Koweït, à Londres et à Washington, a donné naissance à INDICT, une organisation non gouvernementale que Ch. Mallat a contribué à fonder en Grande-Bretagne en 1996. En 1998, INDICT a reçu un soutien ouvert au sein du Congrès américain et du Parlement britannique, et a été adopté par le président américain de l'époque, Bill Clinton, et le Premier ministre britannique, Tony Blair. Cette campagne a jeté les bases d’un procès contre Saddam Hussein en Belgique en 2002, et d'un procès final contre S. Hussein en Irak en 2005 (voir Trial of Saddam Hussein (en)). Saddam Hussein a  été exécuté en Irak en 2005 ; selon John J. Donohue, spécialiste de droit, "Chibli Mallat a dénoncé les lacunes du processus judiciaire à Bagdad et a défendu jusqu'au bout la nécessité de rejeter la peine de mort".
Chibi Mallat a remporté un procès contre Mouammar Kadhafi devant les tribunaux de Beyrouth, procès intenté par les familles du leader historique de la communauté chiite Musa al-Sadr et de ses deux compagnons, le journaliste Abbas Badreddin et le religieux Muhammad Ya`qub, disparus en Libye alors qu'ils y avaient été invités officiellement par Kadhafi en août 1978.
Ch. Mallat a également contribué à la création du bureau régional d’ Amnesty International au Moyen-Orient à Beyrouth en 1999, pour lequel son cabinet d’avocats agit depuis lors en tant que conseiller juridique. Dirigé à l’origine par  Kamel Labidi et Ahmad Karaoud, tous deux anciens prisonniers d’opinion en Tunisie, le bureau régional a servi de modèle à d'autres organisations de la société civile au Moyen-Orient qui oeuvrent à promouvoir des droits de l’homme et l’abolition de la peine de mort.

### Carrière académique
Formé au Liban, aux États-Unis et en Europe, Chibli Mallat a obtenu son doctorat du département de droit de l'École d'études orientales et africaines (SOAS) de l'Université de Londres en 1990. En 2000, il est nommé professeur titulaire à l'Université Saint-Joseph (USJ) au Liban et est nommé un an plus tard à la première chaire Jean Monnet de droit européen au Moyen-Orient. En 2004, la Commission européenne a décerné à la Chaire son label de « Centre d'excellence » et la Direction générale de l'éducation et de la culture de la Commission européenne lui a décerné le label de « Success Story » en 2007.
En 2006-2007, il a passé un an à l'Université de Princeton où il était professeur invité. à la Woodrow Wilson School, membre du programme de droit et d'affaires publiques, membre du Centre universitaire pour les valeurs humaines, membre du programme d'études internationales et régionales et visiteur distingué au Bobst Center for Peace and Justice.
Il est professeur titulaire de politique et de droit du Moyen-Orient aux Etats-Unis à l'Université de l'Utah depuis 2007 et professeur présidentiel depuis 2009. Chibli Mallat a ensuite été nommé en 2011 professeur invité d'études juridiques islamiques à la Harvard Law School, Gardien des deux saintes mosquées ; il y a livré un enseignement sur « le droit et la guerre ». Il a enseigné à l'automne 2012 à la faculté de droit de Yale en tant que professeur de droit invité et Oscar M. Ruebhausen Distinguished Senior Fellow. Au printemps 2015, il a été professeur invité à l’ École des Hautes Études en Sciences Sociales (EHESS) à Paris. En 2017, il a démissionné de ses postes à temps plein à l'Université Saint-Joseph et à l'Université de l'Utah, mais est resté à la faculté de droit de l'Université de l'Utah en tant que professeur présidentiel émérite de droit.

### Droits de l'homme et politique
Mallat est actif dans le domaine des droits de l’homme et de la défense de la démocratie. Depuis 1982, considérant l'Irak comme clé du changement au Moyen-Orient, il fonde le Comité international pour un Irak libre (CIQI) en 1991 avec Edward Mortimer et Ahmad Chalabi, Comité dont l'objectif est de mettre fin à la dictature à Bagdad. Le CIQI réunissait une centaine de personnalités irakiennes et internationales, parmi lesquelles des sénateurs américains de premier plan comme Claiborne Pell, alors président de la commission sénatoriale des relations étrangères, et John McCain, ainsi que le député britannique David Howell, alors président de la commission spéciale des affaires étrangères, et des personnalités publiques arabes comme Saad Eddin Ibrahim et Adonis. Plusieurs membres irakiens du comité sont devenus les dirigeants de l'Irak après la fin de la dictature baasiste en 2003, notamment Mohammed Bahr al-Uloum, comme premier président du Conseil de gouvernement irakien, Jalal Talibani comme président et Hoshyar Zebari comme ministre des Affaires étrangères. Mallat était opposé à l'invasion menée par les États-Unis  et a cherché, avec le soutien du secrétaire adjoint à la Défense américain de l'époque, Paul Wolfowitz, une résolution alternative du Conseil de sécurité qui aurait déclaré la présidence de Saddam Hussein illégitime et aurait préconisé le déploiement d'observateurs des droits de l'homme en Irak pendant la transition vers la démocratie.
Chinli Mallat s'est rendu en Irak fin 2003 et à nouveau début 2004 pour accélérer la reconnaissance du Conseil de gouvernement irakien comme gouvernement officiel de l'Irak, une démarche à laquelle s'opposaient Paul Bremer et Kofi Annan. En 2005, il a décliné l'invitation du gouvernement irakien à diriger le tribunal qui a finalement jugé Saddam Hussein.
En 2008-2010, Mallat a été conseiller juridique principal du Global Justice Project : Iraq, qu'il a lancé avec Hiram Chodosh, le doyen de la faculté de droit de l'Université de l'Utah. Cette importante équipe de chercheurs, fonctionnant comme un groupe de réflexion juridique à Bagdad, a conseillé le gouvernement irakien sur la législation, la révision constitutionnelle et les traités. Mallat a été invité à siéger au Comité de révision constitutionnelle dirigé par Humam Hamoudi et a mené à bien avec le comité une révision de la Constitution en octobre 2009. À l'été 2014, il a aidé le président irakien Fouad Masum et le président du Parlement Salim al-Jabouri à construire l'argument constitutionnel qui a mis fin au mandat de Premier ministre de Nouri al-Maliki. En 2016, il a contribué à la fondation du Liban Humaniste, organisant des manifestations régulières dans le centre de Beyrouth pour mettre fin au vide présidentiel au nom de la Constitution.

### Campagne présidentielle
Dans son Liban natal, Mallat s'est présenté à l'élection présidentielle de 2005-2006 ; le président sortant, Émile Lahoud, s'était appuyé sur le gouvernement de Damas de Bachar al-Assad pour forcer une prolongation inconstitutionnelle de son mandat. Durant la Révolution du Cèdre, déclenchée par l'assassinat du principal opposant du président, Rafiq al-Hariri, Mallat était actif dans les manifestations de rue et dans la direction du mouvement. Il a plaidé en faveur de la création d'un tribunal international hybride qui juge les assassins de Hariri et des dizaines d'autres victimes - instance finalement connue sous le nom de Tribunal spécial pour le Liban - et en faveur du retrait du pouvoir du « président prolongé de manière coercitive ». « La campagne de Mallat a été lancée en novembre 2005 pour pousser une révolution fracturée et sans direction vers sa matérialisation active dans une présidence « qui ressemblait à ceux qui l'ont fait » .
Dénigrée par certains comme « donquichottesque », la campagne a été reçue dans les médias locaux, régionaux et internationaux comme une avancée pour la démocratie arabe dans son défi direct, populaire et non violent aux dictateurs à vie. Pendant sept mois, l’équipe de Mallat a porté son message dans plusieurs villes et villages du Liban, et a été soutenue par une mobilisation de la diaspora libanaise, notamment aux États-Unis. Au niveau international, la campagne a culminé avec une déclaration présidentielle du Conseil de sécurité qui a mis à mal la légitimité d'Emile Lahoud et s'est traduite par un rassemblement populaire de masse le 14 mars 2006 avec un seul mot d'ordre : « Lahoud doit partir ». En tant que « principal architecte » de la disparition de Lahoud, Mallat s’est joint aux dirigeants de la coalition du 14 mars pour élaborer son plan constitutionnel et non violent visant à remplacer Lahoud par un président librement élu.
Lors du conflit israélo-libanais de 2006, Mallat fut contraint d’interrompre sa campagne sur le terrain. Il accepta une offre de l'Université de Princeton et partit pour les États-Unis avec sa famille. À Princeton, il a écrit six livres, dont deux sur la campagne qu'il a menée en 2005-2006 au Liban.
En 2023, le leader libanais Walid Joumblatt a proposé à plusieurs reprises son nom pour la présidence du Liban en faisant valoir son attrait pour la jeunesse, sa compétence en droit et en économie et ses réalisations juridiques.

### Révolution non violente au Moyen-Orient
Mallat reste activement engagé en faveur de la démocratie au Moyen-Orient en tant qu’universitaire et activiste. En quête d'un changement radical et non violent, il a fondé en 2009 Right to Nonviolence. , une ONG internationale qui prône et soutient la non-violence, la réforme constitutionnelle et la responsabilité judiciaire.
En tant qu'expert constitutionnel, il a contribué aux premiers amendements constitutionnels en Égypte après la destitution de Hosni Moubarak.
Au fil des années, Chibli Mallat a développé une théorie de la non-violence combinée à son travail d'avocat. Il a contribué à élargir le champ de la responsabilité judiciaire comme un moyen important pour les victimes de s'élever contre les dictateurs et de les amener à rendre des comptes. Alors que l'action internationale contre Saddam Hussein, Mouammar Kadhafi et Omar Bashir a produit des résultats tangibles, bien qu'inégaux, la scène était prête pour le procès du président tunisien Zine El Abidine Ben Ali, du président égyptien Hosni Moubarak et des dictateurs déchus de la révolution du Moyen-Orient. Il a dénoncé l'exécution extrajudiciaire de Kadhafi et la tendance violente de la révolution libyenne. Face aux revers de la révolution dans toute la région, Mallat a plaidé pour la poursuite du plaidoyer en faveur de la non-violence comme philosophie du changement historique en « gardant la flamme vivante ».
Il a développé une théorie plus systématique de la non-violence comme principe du changement historique dans Philosophy of Nonviolence, un livre publié en 2015.

## Écrits
Mallat est l'auteur de plus de 35 ouvrages et a publié des dizaines d'articles scientifiques et de chapitres de livres. Il a contribué régulièrement à des quotidiens arabes, français et anglais et a été consultant éditorial et rédacteur juridique pour The Daily Star (Beyrouth) en 1996-1998 et en 2009-2010. Il était chroniqueur régulier dans al-Nahar (Beyrouth), al-Hayat (Londres), The Daily Star (Beyrouth), Al-Ahram (Le Caire), L'Orient-Le Jour (Beyrouth), et chroniqueur invité dans le blog « Line of Fire » du New York Times pendant la guerre entre le Hezbollah et Israël en juillet-août 2006. Il se considère comme le disciple éclectique d'un certain nombre de « penseurs non-conformistes » du XXe siècle. La vision du monde de Mallat s'appuie sur la compréhension encyclopédique et articulée de la société par le banquier et sociologue français Robert Fossaert ; la conceptualisation du rôle des tribunaux dans la société dans les œuvres de John Hart Ely et la tradition constitutionnelle américaine, l'humanisme progressiste du leader libanais Kamal Joumblat ; l' aggiornamento de la tradition juridique islamique par l'Irakien Mohammad Baqir al-Sadr ; et la philosophie créative et multicouche de Gilles Deleuze.

### Travail collaboratif
Il est cofondateur et rédacteur en chef de l' Annuaire de droit islamique et du Moyen-Orient, aux éditions  Brill , d'une collection sur « Horizons Européens » pour le Centre d'Etudes de l'Union Européenne à l'Université Saint-Joseph, et d'une collection sur le droit islamique et du Moyen-Orient à Kluwer Law International, qu'ik supervise en tant que directeur du Centre de droit islamique et du Moyen-Orient à l'École d'études orientales et africaines.

### Droit islamique et moyen-oriental
Son premier livre, Le Renouveau du droit islamique, qui se concentre sur les travaux juridiques du savant musulman le plus novateur du XXe siècle, l'Irakien Mohammad Baqir al-Sadr, a reçu le prix annuel de l'Association nord-américaine d'études du Moyen-Orient, l' Albert Hourani Book Award .
Son Introduction au droit du Moyen-Orient, fruit de vingt années de recherche, paru en 2007, a élargi le champ du droit islamique pour inclure la tradition juridique préislamique du Moyen-Orient comme élément important de la recherche juridique, et pour mettre en évidence la jurisprudence comme un axe nouveau et essentiel pour comprendre le droit appliqué dans la vie quotidienne. Pour la période classique de l'Islam, il comprend un travail d'archives sur les registres judiciaires analysés systématiquement pour la première fois d'un point de vue juridique. À l'époque moderne, l' Introduction couvre les principaux domaines du droit dans le fonctionnement des tribunaux du Moyen-Orient, du Pakistan au Maroc.

### Philosophie de la non-violence
Dans son ouvrage plus théorique sur le droit et la non-violence, Mallat cherche à articuler la relation difficile entre la violence inhérente à l’État démocratique et la recherche de la paix perpétuelle kantienne. Cette recherche s’inspire des pratiques non violentes de la révolution du Cèdre au Liban en 2005 et des bouleversements de masse qui ont suivi au Moyen-Orient : de la révolution verte en Iran en 2009 aux révolutions qui ont débuté en Tunisie en janvier 2011.
Il a soutenu le soulèvement libanais qui a débuté en novembre 2019 comme une autre phase de la révolution non violente au Moyen-Orient, avec un leadership féminin caractéristique et un effort conscient pour ne pas se laisser entraîner dans un bain de sang. 

### Littérature et poésie
Mallat a grandi dans une famille imprégnée d’une tradition littéraire et juridique. Son grand-père homonyme (né en 1875) était connu dans le monde arabe sous le nom de « poète des cèdres ». Son grand-oncle Tamer Mallat était juge et poète, dont il a redécouvert et publié les décisions et la poésie ; il a également édité une sélection des écrits de son père dans un livre bilingue français et arabe. Avec son fils Tamer, il publie en 1997 un livre illustré pour enfants, Aventures à Beyrouth.

## Vie privée
Il est le fils de Nouhad Diab et de Wajdi Mallat, premier président du Conseil constitutionnel libanais (en arabe المجلس الدستوري) du Liban, de 1994 à 1997, et a trois sœurs, Manal, Raya et Janane. Il est marié à Nayla Chalhoub et ils ont deux fils adultes, Tamer et Wajdi.

## Publications

### Livres
- The Normalization of Saudi Law, New York, Oxford University Press, 2022
- Boussole et autres journalismes, Dar al-Bada'e', Beyrouth, 2019.
- `An Kamal Junblat wa min-wahyih (On Kamal Joumblat), Dar al-Bada'e', Beyrouth, 2018.
- Philosophy of nonviolence: Revolution, constitutionalism, and justice beyond the Middle East, Oxford University Press, New York 2015.
- Democracy in fin-de-siècle America, Dar al-Bada'e', Beyrouth, 2016. Version anglaise traduite et révisée d' Al-Dimuqratiyya fi amirka, introduction par Ghassan Tueni, Dar al-Nahar, Beyrouth, 2001.
- Introduction au droit du Moyen-Orient, Oxford University Press, Oxford 2007, édition de poche avec nouvelle préface, Oxford 2009.
- Irak : Guide de droit et de politique, Aspen/Kluwer Law International, Austin, 2009.
- Mars 2221. La révolution du cèdre au Liban – Un essai sur la justice et la non-violence , [Lir], Beyrouth, 2007.
- Choix présidentiels, Beyrouth 1998, publié en arabe chez Dar al-Nahar ( Al-ri'asa al-lubnaniyya bayn al-ams wal-ghad ), en français ( Défis présidentiels ) et en anglais.
- Le Moyen-Orient au XXIe siècle, Garnet, Reading 1996. (livre de poche publié en 1997 ; édition américaine en 1998 ; publié en partie en feuilleton dans les quotidiens arabes).
- Le renouveau du droit islamique : Muhammad Baqer as-Sadr, Najaf et l'internationale chiite, Cambridge University Press (Middle East Library), 1993, livre de poche 2004. Également publié en arabe, indonésien et turc
- .Aux antipodes de l'Union Européenne : l'Islande et le Liban (avec David Thor Bjorgvinsson), Beyrouth et Bruxelles, Bruylant, 2008.
- L'Union Européenne et le Moyen-Orient : Etat des Lieux, Beyrouth, Presses de l'Université Saint Joseph, 2004.
- Dossier sur l'Abolition de la peine de mort, Beyrouth, Université Saint-Joseph, 2003.

### Livres de la campagne présidentielle
- Discours présidentiel, Dar al-Jadid, Beyrouth, 2008. Principaux discours, interviews et conférences de la campagne électorale (novembre 2005-juin 2006).
- Documents présidentiels, 2e éd. Beyrouth janvier 2006. (problèmes, politiques, réalisations)